# Karim Ibrahim
Karim S.M. Ahmed Ibrahim (ur. 20 września 2003) – egipski judoka. 
Brązowy medalista igrzysk afrykańskich w 2023, a także mistrzostw Afryki w 2024 roku.